# Ann Arbor

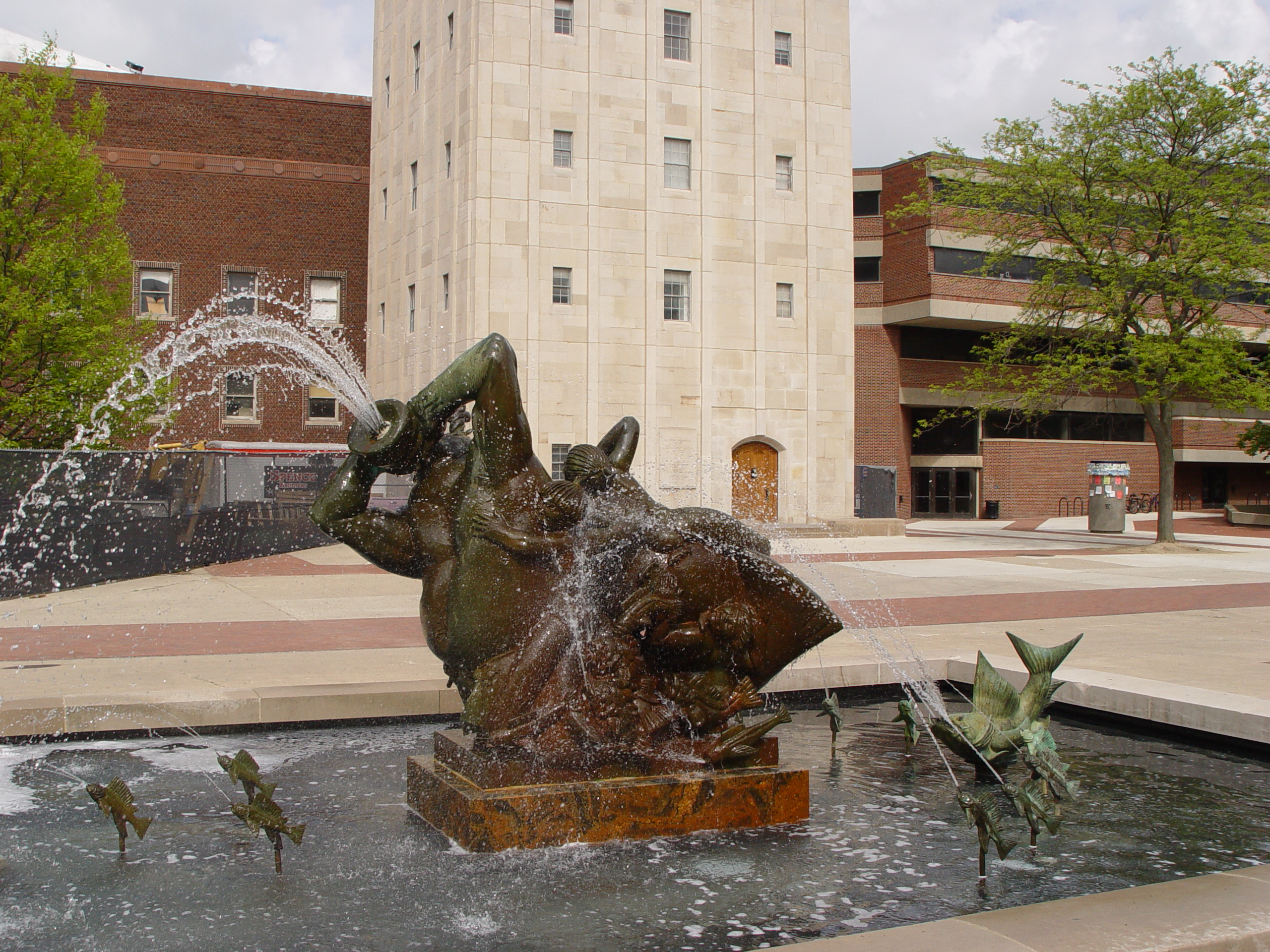
Der Belltower-Brunnen in Ann Arbor

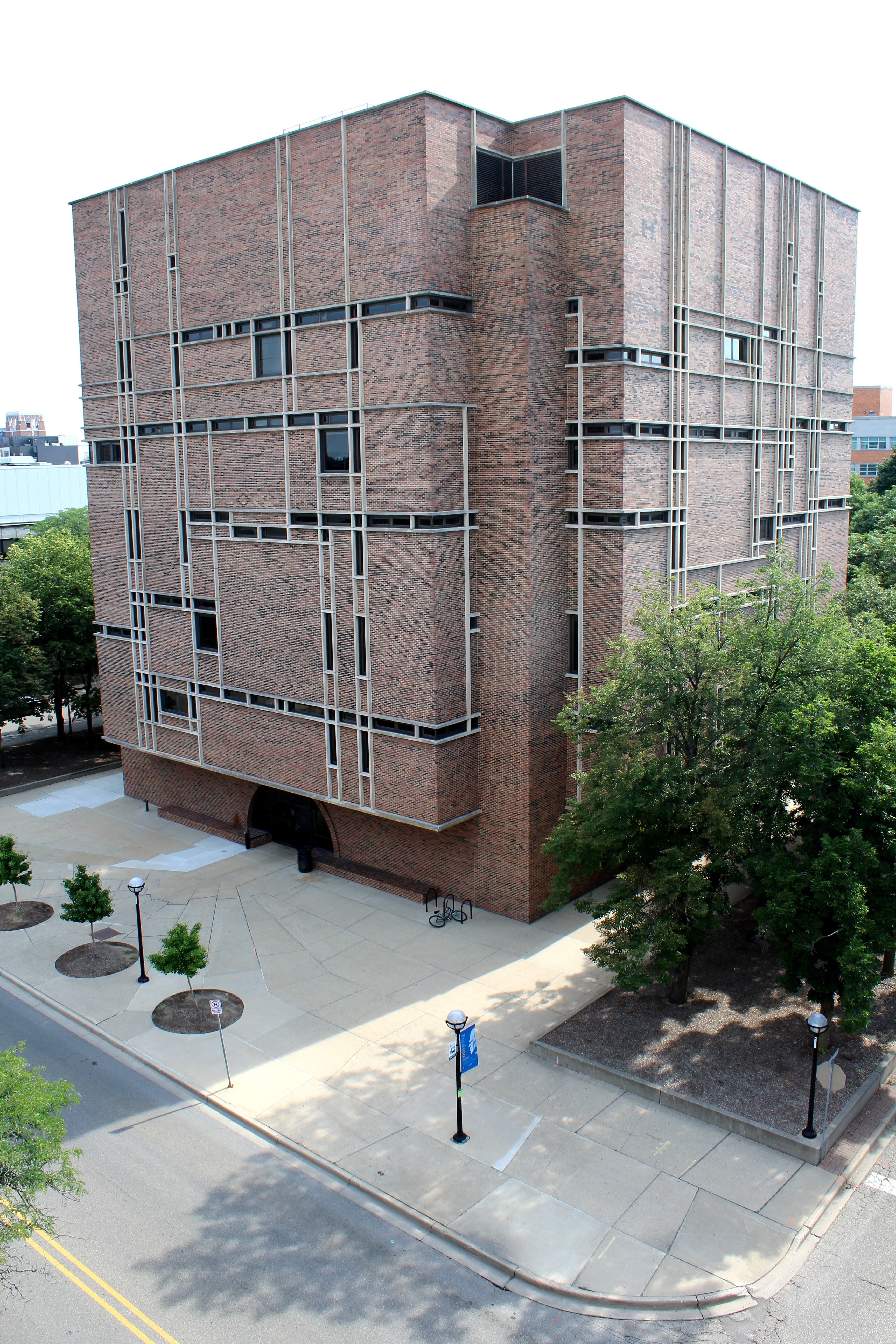
Fleming Administration Building

Ann Arbor ist eine Stadt und Sitz der Kreisverwaltung von Washtenaw County im US-Bundesstaat Michigan. Die Stadt liegt am Huron River ca. 64 km westlich von Detroit. Auf einer Gesamtfläche von 71,7 km² (davon 70 km² Land- und 1,7 km² Wasserfläche) leben 123.851 Einwohner (Stand: Volkszählung 2020), was einer Bevölkerungsdichte von 1769 Einwohnern/km² entspricht, womit Ann Arbor die sechstgrößte Stadt Michigans ist.
Entscheidend geprägt ist Ann Arbor von der zentral im Stadtgebiet gelegenen University of Michigan, um die herum sich zahlreiche Forschungsinstitute, etwa des Pharmaunternehmens Pfizer, angesiedelt haben. Die Universität und die ihr angegliederten Kliniken sind mit Abstand der größte Arbeitgeber der Stadt, und das Michigan Stadium, in dem das Football-Team der Michigan Wolverines seine Heimspiele austrägt, ist das nach Sitzplätzen größte Stadion der USA sowie das drittgrößte weltweit. International bekannt ist der Name der Stadt zudem durch das in den 1950er Jahren von Sozialwissenschaftlern der University of Michigan entwickelte Ann-Arbor-Modell der empirischen Wahlforschung sowie durch die 1971 entstandene und weltweit anerkannte Ann-Arbor-Klassifikation der Hodgkin- bzw. Non-Hodgkin-Lymphome.

## Geschichte

### 19. Jahrhundert
Ann Arbor wurde 1824 von John Allen und Elisha Walker Rumsey gegründet, die beide in der Gegend Land erwarben und auf Wachstum spekulierten. Das Gebiet um die Großen Seen erlebte in dieser Zeit eine erste große Zuwanderung von der Ostküste her, da der Eriekanal im Bau war und 1825 fertiggestellt wurde. Am 25. Mai 1824 wurde der Ort innerhalb des Wayne County unter dem Namen „Annarbour“ erstmals eingetragen. Die beiden Gründer Allen und Rumsey nannten den Ort nach ihren Frauen, die beide den Vornamen Ann hatten, sowie nach einem Eichenhain, der sich auf den 260 Hektar Land befand, das sie für den Kaufpreis von 800 $ von der US-Bundesregierung erworben hatten.
Im Jahr 1827 wurde Ann Arbour (so die damalige Schreibweise) zum Verwaltungssitz von Washtenaw County, und 1833 wurde der Ort als Dorf inkorporiert. Als es im Jahre 1835 zwischen dem US-Bundesstaat Ohio und dem US-Territorium Michigan zum Konflikt um einen Gebietsstreifen kam, der die Stadt Toledo umfasste – dem Toledo-Krieg –, trat im September dieses Jahres eine Versammlung von Vertretern des Michigan-Territoriums in Ann Arbor zusammen. Sie lehnte das Angebot von US-Präsident Andrew Jackson ab, Michigan könne Bundesstaat werden – unter der Bedingung, dass das Gebiet um Toledo an Ohio abgetreten werde und Michigan im Gegenzug einen Teil der (damals für wertlos gehaltenen) Oberen Halbinsel erhalte. Als der Konflikt in der Folge weiterschwelte, trat im Dezember 1836 eine weitere Versammlung in Ann Arbor zusammen (die sogenannte „Frostbitten Convention“, d. h. „Frostbeulen-Versammlung“), die das Angebot annahm.
Im Jahre 1837, in welchem Michigan als 26. Bundesstaat in die USA aufgenommen wurde, wurde ein Gelände, das zum Ort gehörte, zum Sitz der University of Michigan bestimmt. Im Jahr 1839 erreichte die Michigan Central Railroad den Ort, der dadurch in der Folge zu einem wichtigen Verkehrsknoten auf der Strecke von Toledo wurde.
Im Rahmen der Auseinandersetzungen über die Sklavenfrage in den USA wurde Ann Arbor zu einem wichtigen Zentrum der Abolitionisten. Im November 1836 wurde in Ann Arbor die Michigan Antislavery Society gegründet und ab April 1841 erschien hier, herausgegeben u. a. von dem Pfarrer Guy Beckley, die Abolitionisten-Zeitung Signal of Liberty. Entsprechend wurde Ann Arbor zu einer wichtigen Station der Underground Railroad, dem Netzwerk, das Sklaven aus dem Süden bei der Flucht in den Landesnorden und oft weiter nach Kanada half. Nach dem Ende des Amerikanischen Bürgerkriegs (1861–1865) kehrten zahlreiche Schwarze aus dem benachbarten kanadischen Ontario zurück nach Michigan und siedelten sich u. a. auch in Ann Arbor an.
Nach dem Bürgerkrieg stieg die Bevölkerungszahl des Ortes nur langsam, und erst ab den 1880er Jahren kam es zu einem starken Wachstum durch Zuwanderung aus u. a. Deutschland, Kanada, Griechenland, Italien, Russland und Polen. Während des 19. Jahrhunderts wanderten besonders viele Schwaben nach Ann Arbor aus. Die erste lutherische Kirche in Michigan wurde 1833 von dem Württemberger Friedrich Schmid bei Ann Arbor gegründet.

### 20. Jahrhundert

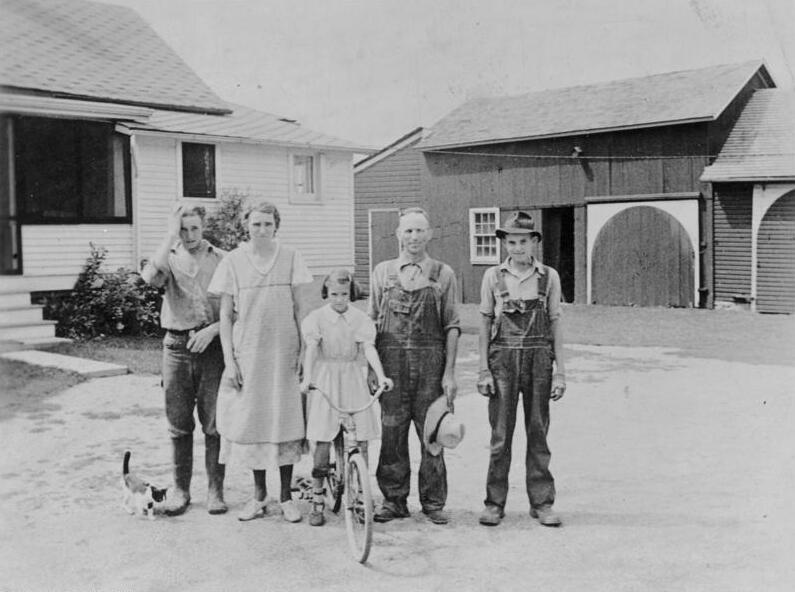
Schwäbische Familie bei Ann Arbor vor ihrem Hof, 1930

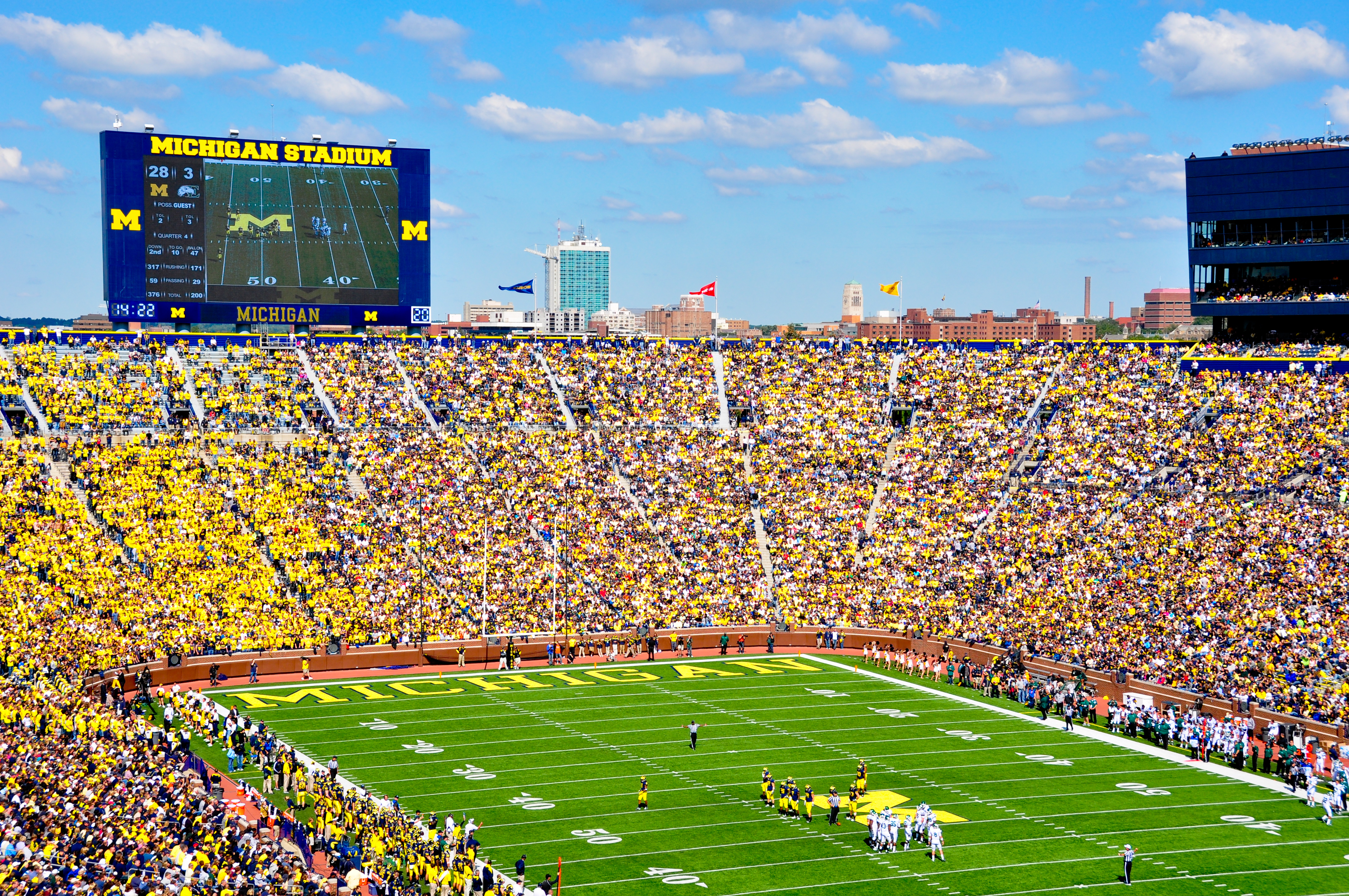
Das Michigan Stadium in Ann Arbor, genannt „Big House“, das nach Fassungsvermögen größte Stadion in den USA. Es wurde 1927 eröffnet.

Zu Beginn des 20. Jahrhunderts war ein gutes Drittel der Bevölkerung von Ann Arbor deutscher oder deutschsprachiger Abstammung, und es gab zahlreiche deutschsprachige Vereine, Kirchen, Publikationen und Geschäfte. Dies änderte sich einschneidend mit dem Ersten Weltkrieg, als es in den USA vor und mit dem Kriegseintritt 1917 zu einer ausgeprägt anti-deutschen Propaganda kam. In der Folge wurden zahlreiche deutschstämmige Professoren der University of Michigan entlassen, die meisten deutschsprachigen Publikationen eingestellt und deutsche Vereine und Betriebe umbenannt. Nach Ende des Ersten Weltkrieges siedelten sich im Rahmen der Großen Migration verstärkt Afro-Amerikaner, die meist aus dem sogenannten Deep South der USA zuwanderten, in und um Ann Arbor an.
Während des Zweiten Weltkriegs entstand nahe Ann Arbor zur Produktion von Bombern des Typs B-24 Liberator eine von Ford betriebene Fabrik, die Willow Run Factory. Hier wurden über 8600 Maschinen hergestellt. Nach Ende der Flugzeugproduktion im Jahr 1945 übernahm die Autofirma Kaiser Motors das Werk.
Im Jahr 1960 hielten während der US-Präsidentschaftswahlen beide Kandidaten, John F. Kennedy und Richard Nixon, bedeutende Reden in Ann Arbor. Kennedy verkündete am 14. Oktober 1960 vor dem Gebäude der Michigan Union seinen Vorschlag, ein Friedenscorps zu gründen. Am 22. Mai 1964 stellte Präsident Lyndon B. Johnson bei einer Rede vor Universitätsabsolventen der Universität Michigan seine Initiative Great Society vor.
Während der 1960er Jahre wurde Ann Arbor und speziell seine Universität ein wichtiger Ort der Bürgerrechtsbewegung sowie für Initiativen gegen den Vietnamkrieg. Im Jahr 1960 fand an der University of Michigan die erste große Versammlung der Students for a Democratic Society statt, und 1968 wurde in An Arbor die White Panther Party gegründet, die sich, orientiert an der Black Panther Party, radikal für gesellschaftliche Veränderungen einsetzte. Im Juni 1969 kam es um die Universität zu Krawallen zwischen Demonstranten und Polizei. Am 10. Dezember 1971 führten John Lennon und Yoko Ono vor 15.000 Menschen die „Free John Now Rally“ in der Crisler Arena von Ann Arbor an, mit der sie die Freilassung des Anarchisten John Sinclair forderten und drei Tage später auch erreichten. In den 1970er Jahren gewann die Human Rights Party, der sich John Sinclair und andere Mitglieder der White Panther Party anschlossen, in Ann Arbor und Umgebung an Einfluss. Zeitweise stellte die Partei zwei Mitglieder des Stadtrates. Auf Druck der Human Rights Party legalisierte Ann Arbor den privaten Besitz kleiner Mengen Marihuana und verabschiedete eine Anti-Diskriminierungsrichtlinie. Eine Stadträtin der Partei, Nancy Wechsler, erklärte 1972, sie sei lesbisch – womit sie die erste offen homosexuelle gewählte Amtsträgerin in den USA war.
Während der 1960er und 1970er Jahre kamen aus oder lebten in Ann Arbor zahlreiche wichtige Rock- und Popmusiker und -bands, darunter die MC5, Alice Cooper, Iggy Pop, George Clinton, Bob Seger und Mitch Ryder. Madonna studierte Ende der 1970er Jahre an der Universität.

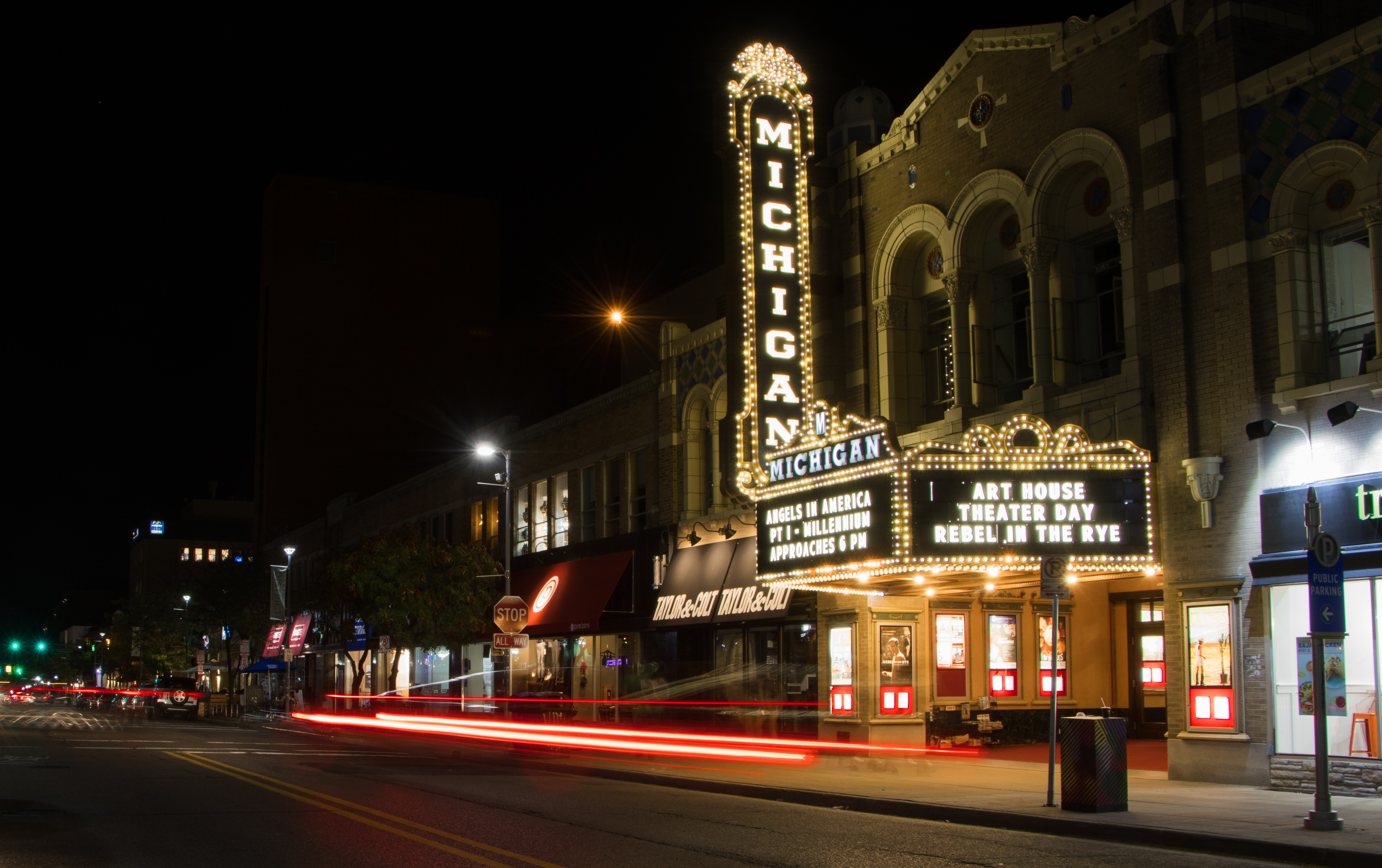
Michigan Theater (2017)

In Ann Arbor sind insgesamt 37 Bauwerke und Stätten im National Register of Historic Places eingetragen (Stand 1. März 2020), darunter das Michigan Theater.

## Lage und Stadtbild

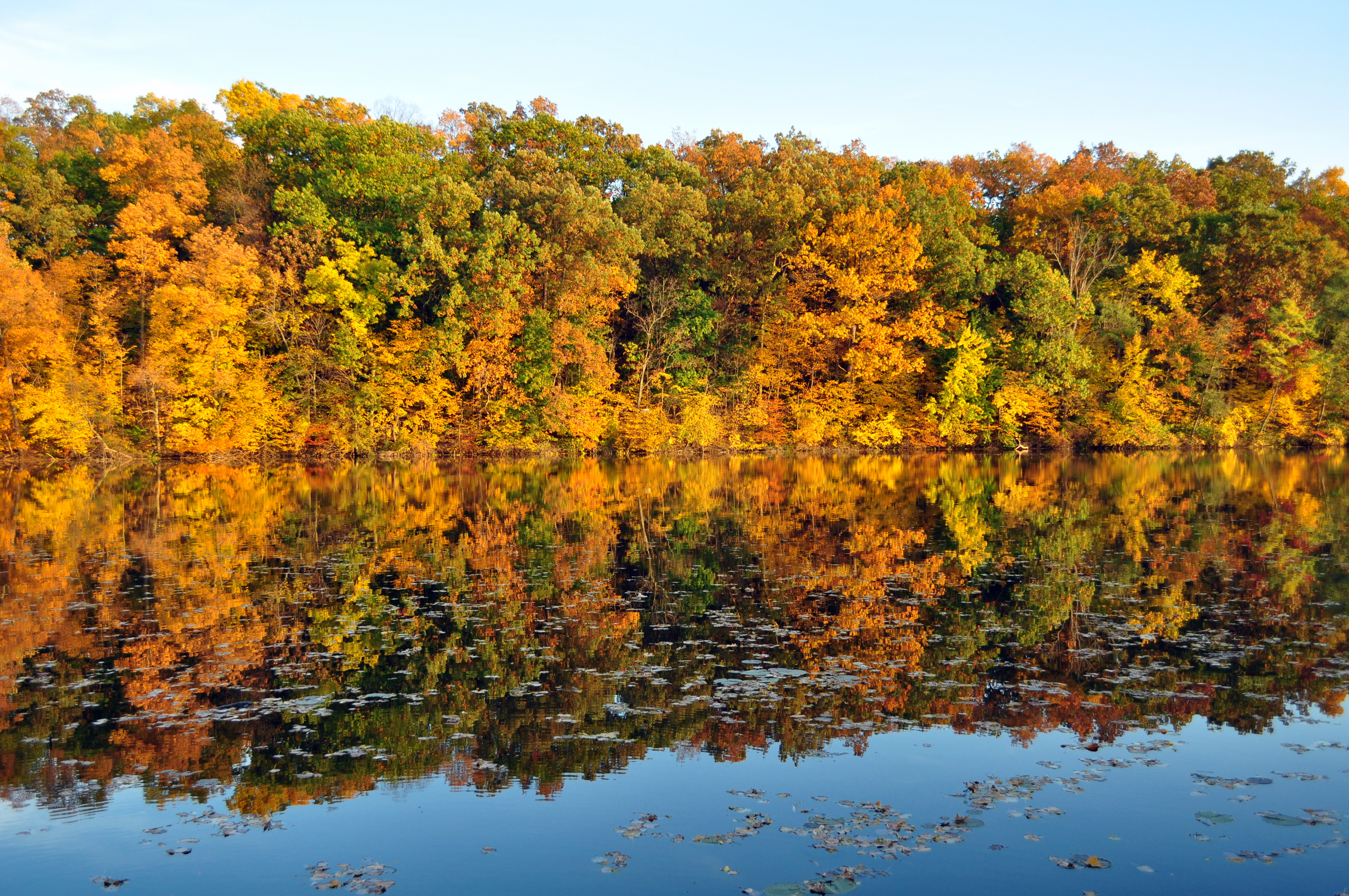
Der Fluss Huron verläuft durch Ann Arbor

Daten des United States Census Bureau zufolge umfasst das Gebiet der Stadt 74,33 km², wovon 72,08 km² Land und 2,25 km2 Wasserflächen sind. Ann Arbor liegt etwa 56 km westlich von Detroit am Huron River.
Das Stadtgebiet ist leicht hügelig und liegt zwischen 230 und 300 m. Im Stadtgebiet gibt es 158 kleine und große Parks, darunter mehrere größere städtische Anlagen und einen Park der Universität entlang des Huron River, darunter auch das Nichols Arboretum der Universität, in dem auf 49,7 Hektar hunderte von Pflanzen- und Baumarten zu sehen sind.
Wichtige Einkaufszentren befinden sich in der Innenstadt im Bezirk Kerrytown (dort auch ein Bauernmarkt) sowie entlang der State Street. Weiter außerhalb liegt das Einkaufszentrum Briarwood Mall. Höchstes Gebäude ist das 1969 erbaute Tower Plaza.
Außerhalb der Innenstadt war das Stadtgebiet und Umland bis nach Ende des Zweiten Weltkriegs von Landwirtschaft bestimmt. Angebaut wurden auf den fruchtbaren Böden vor allem Weizen, Hafer, Gerste und Kartoffeln. Daneben gab es Obstbau, vor allem Äpfel und Pfirsiche, sowie Milchwirtschaft und Kuh-, Schweine-, Schaf- und Pferdezucht. Durch das Wachstum und den Ausbau der Infrastruktur nach dem Krieg verschwanden die landwirtschaftlichen Betriebe ab den 1940er Jahren nach und nach und viele landwirtschaftlichen Flächen wurden überbaut.
Die nächstgelegene Großstadt ist Detroit, das 56 km östlich von Ann Arbor liegt, die nächste Millionenstadt ist Chicago, 324 km westlich der Stadt. Lansing, die Landeshauptstadt von Michigan, liegt 83,5 km nordwestlich von Ann Arbor. Andere Städte in der Nähe sind Ypsilanti, dessen Stadtgebiet mittlerweile mit dem von Ann Arbor verwachsen ist, sowie Grand Rapids das 212 km nordwestlich von Ann Arbor liegt. Flint liegt 81,5 km nördlich, Toledo 70 km südlich und Windsor in Kanada 72 km östlich.

### Klima
Ann Arbor hat ein für den Mittleren Westen der USA typisches boreales, vollfeuchtes Festlandsklima (Effektive Klimaklassifikation Dfa), das von den umliegenden Großen Seen geprägt ist. Die vier Jahreszeiten sind deutlich voneinander abgegrenzt mit kalten Wintern, in denen es zu leichtem bis starkem Schneefall kommt und sehr heißen und schwülen Sommern; Frühling und Herbst sind jeweils kurz und mild. In der Gegend um Ann Arbor herrscht der Lake Effect, wodurch es besonders im Herbst und Winter zu starker Wolkenbildung kommt.
Im Juli beträgt die Durchschnittstemperatur 23,1 °C, im Januar −4,2 °C. An zehn Tagen im Jahr erreicht oder übersteigt die Temperatur 32 °C, während sie an 4,6 Tagen nachts auf oder unter −18 °C fällt. Die Niederschlagsmenge ist in der Regel im Sommer am höchsten, während es im Winter am häufigsten zu Niederschlägen kommt. Schnee fällt vor allem zwischen November und April; die durchschnittliche Niederschlagsmenge beträgt 147 cm pro Winter. Die niedrigste je gemessene Temperatur waren −30,3 °C am 11. Februar 1885, die höchste je gemessene Temperatur 40,5 °C am 24. Juli 1934.
|                       | Jan  | Feb  | Mär  | Apr  | Mai  | Jun  | Jul  | Aug  | Sep  | Okt  | Nov  | Dez  |   |       |
| Mittl. Tagesmax. (°C) | −0,4 | 1,6  | 7,7  | 15,3 | 21,4 | 26,5 | 28,4 | 27,3 | 23,4 | 16,3 | 8,8  | 1,6  | ⌀ | 14,9  |
| Mittl. Tagesmin. (°C) | −7,8 | −6,7 | −2,7 | 3,3  | 9    | 14,4 | 16,7 | 16,1 | 11,9 | 5,8  | 0,6  | −5   | ⌀ | 4,7   |
|                       |      |      |      |      |      |      |      |      |      |      |      |      |   |       |
| Niederschlag (mm)     | 65,8 | 61   | 67,6 | 82,6 | 86,9 | 93,5 | 91,7 | 93,7 | 87,6 | 71,9 | 78,5 | 73,4 | Σ | 954,2 |
|                       |      |      |      |      |      |      |      |      |      |      |      |      |   |       |
| Regentage (d)         | 17,1 | 13,8 | 14,1 | 13,4 | 13,6 | 11,9 | 11,4 | 11,1 | 10,7 | 12,4 | 13,8 | 16,8 | Σ | 160,1 |

| −7,8 |

| −6,7 |

| −2,7 |

| 3,3 |

| 9 |

| 14,4 |

| 16,7 |

| 16,1 |

| 11,9 |

| 5,8 |

| 0,6 |

| −5 |

| −7,8 |

| −6,7 |

| −2,7 |

| 3,3 |

| 9 |

| 14,4 |

| 16,7 |

| 16,1 |

| 11,9 |

| 5,8 |

| 0,6 |

| −5 |

Tornados sind in Ann Arbor und Umgebung eher selten, kommen jedoch vor. Daten des TornadoHistoryProject zufolge kam es zwischen 1951 und 2012 in Washtenaw County zu 27 Tornados, bei denen zwei Menschen starben und 63 verletzt wurden. Einer der folgenschwersten Tornados traf das Gebiet um Ann Arbor im Jahr 1917, wobei das Dorf Delhi, in dem es zahlreiche Industriebetriebe gab, vollkommen zerstört wurde. Heute ist das ehemalige Gebiet des Dorfs ein Park.

## Bevölkerung
| Jahr | Einwohner |
| ---- | --------- |
| 1860 | 5.097     |
| 1870 | 7.363     |
| 1880 | 8.061     |
| 1890 | 9.431     |
| 1900 | 14.509    |
| 1910 | 14.817    |
| 1920 | 19.516    |
| 1930 | 26.944    |
| 1940 | 29.815    |
| 1950 | 48.251    |
| 1960 | 67.340    |
| 1970 | 100.035   |
| 1980 | 107.696   |
| 1990 | 109.592   |
| 2000 | 114.024   |
| 2010 | 113.934   |
| 2020 | 123.851   |
|      |           |

Der Volkszählung von 2010 zufolge lebten in Ann Arbor 113.394 Personen in 45.634 Haushalten, darunter 21.704 Familien. Die Bevölkerungsdichte betrug 2653,47/km². Die ethnische Zusammensetzung der Stadtbevölkerung war entsprechend der Kategorien der Volkszählung 73,0 % weiß (davon 70,4 % nicht-hispanische Weiße), 7,7 % Afroamerikaner, 0,3 % Indianer, 14,4 % Asiatische Amerikaner, 1,0 % Andere und 3,6 % erklärten sich zwei oder mehr Ethnien zugehörig. Hispanics oder Latinos machten 4,1 % der Bevölkerung aus.
Bei der Volkszählung von 2000 gaben 14,9 % der Befragten an, sie seien deutscher Abstammung, 8,5 % gaben englische und 7,9 % irische Abstammung an. Von den Befragten erklärten 79,2 %, zuhause werde Englisch gesprochen. Andere genannte Sprachen waren Chinesisch (3,2 %), Spanisch (3,1 %), Koreanisch (1,2 %), Deutsch (1,2 %), Japanisch (1,1 %) und Französisch (1 %). Die Größe und Bedeutung der University of Michigan führt dazu, dass Ann Arbor innerhalb der USA mit 17,4 % einen der höchsten Bevölkerungsanteile hat, der außerhalb des Landes geboren wurde.
Das Haushaltseinkommen belief sich im Mittel auf 46.299 US$ und für Familien auf 71.293 US$. Männer verdienten im Mittel 48.880 US$, Frauen 36.561 US$. Etwa 4,6 % der Familien (16,6 % der Einwohner) lebten unterhalb der Armutsgrenze.
Das Bildungsniveau in Ann Arbor ist hoch. Daten des American Community Survey (2009–2013) zufolge haben 41,7 % der Bevölkerung einen Universitätsabschluss mit einem Diplom, Magister- oder Doktorgrad, 28,9 % haben einen Bachelorabschluss und 4,6 % haben einen „Associate's degree“ (beispielsweise von einem Community College).

### Religionen
In Washtenaw County gehörten im Jahr 2000 33,4 % der Bevölkerung einer religiösen Gemeinschaft an (US-Durchschnitt 50,2 %). Hiervon waren 38,7 % Katholiken, 27,6 % Protestanten, 19,4 % Evangelikale, 6,5 % Juden, 4,5 % Moslems, 0,8 % Orthodoxe und 0,7 % Mormonen.

## Einrichtungen und Veranstaltungen
Das Michigan Stadium in Ann Arbor fasst etwa so viel Zuschauer, wie die Stadt Einwohner hat, und zählt zu den größten Sportstadien weltweit. Zu den Museen der Stadt gehören das Kelsey Museum of Archaeology, das Exhibit Museum of Natural History, das University of Michigan Museum of Art (UMMA) und das Ann Arbor Hands-On Museum.
Seit 1969 ist Ann Arbor auch bekannt für das dort fast alljährlich stattfindende Ann Arbor Blues and Jazz Festival sowie ebenfalls seit den 1960ern für die Ann Arbor Art Fair.
2015 wurde MCity, ein Testgelände auf dem North Campus der Universität für autonomes Fahren, eröffnet.
Das Detroit Observatory liegt dort.

## Persönlichkeiten

### Söhne und Töchter der Stadt
- Richard Newbold Adams (1924–2018), Anthropologe und Professor an der University of Texas at Austin
- Akhil Reed Amar (* 1958), Rechts- und Politikwissenschaftler
- Kendall Baisden (* 1995), Sprinterin
- Ian T. Baldwin (* 1958), Ökologe
- Eve Beglarian (* 1958), Komponistin, Performancekünstlerin und Audioproduzentin
- Robert Eric Betzig (* 1960), Physiker, Nobelpreisträger für Chemie 2014
- William J. Bouwsma (1923–2004), Historiker
- Rudolf Ernst Brünnow (1858–1917), Orientalist
- Kendall Chappell (* 1991), Schauspielerin
- Ian Cole (* 1989), Eishockeyspieler
- Monica Coleman (* 1974), Autorin und Theologin
- Charles Horton Cooley (1864–1929), Soziologe
- Andrew Copp (* 1994), Eishockeyspieler
- Caleb Curtis (* 1985), Jazzmusiker
- Arthur C. Danto (1924–2013), Philosoph und Kunstkritiker
- Jad Fair (* 1954), Musiker und Künstler
- Lee Fisher (* 1951), Politiker
- Joshua Gamson (* 1962), Autor und Soziologe
- Deborah Garrison (* 1965), Dichterin
- Constance McLaughlin Green (1897–1975), Historikerin
- Alison Gregorka (* 1985), Wasserballspielerin
- Jeff Gross (* 1986), Pokerspieler
- Charles F. Haanel (1866–1949), Schriftsteller
- Ali Haji-Sheikh (* 1961), Footballspieler
- Jim Harbaugh (* 1963), Footballspieler und -trainer
- Mayer Hawthorne (* 1979), Musiker
- Dave Hildinger (1928–2020), Musiker
- Douglas Huebler (1924–1997), Konzeptkünstler
- Gary Hutzel (1955–2016), Spezialeffektkünstler
- Steven Kampfer (* 1988), Eishockeyspieler
- Hobbs Kessler (* 2003), Mittelstreckenläufer
- Lawrence Katz (* 1959), Wirtschaftswissenschaftler
- Chris Kolb (* 1958), Politiker
- Peter Kornbluh (* 1956), Politikwissenschaftler
- John D. Kraus (1910–2004), Physiker
- Aaron Krickstein (* 1967), ehemaliger Tennisspieler
- Frederica de Laguna (1906–2004), Pionierin der Anthropologie und Archäologie Alaskas
- Anya Marina (* 1976), Singer-Songwriterin
- Ann Marshall (* 1957), Schwimmerin
- Dean McLaughlin (* 1931), Science-Fiction-Autor
- Eva Lili Mueller (1920–2006), US-amerikanische Ökonomin
- Elinor Mullett Husselman (1900–1996), Papyrologin, Koptologin und Klassische Archäologin
- Anthony Natsoulas (* 1959), zeitgenössischer Künstler
- Austin Nichols (* 1980), Schauspieler
- John Francis O’Hara (1888–1960), Erzbischof von Philadelphia und ein Kardinal der römisch-katholischen Kirche
- Jeff Petry (* 1987), Eishockeyspieler
- Alvin Plantinga (* 1932), Theologe und Religionsphilosoph
- Ken Read (* 1955), Skirennläufer
- Raoul Rodriguez (* 1963), Ruderer
- Brian Schatz (* 1972), Politiker, Vizegouverneur von Hawaii
- Rajiv Shah (* 1973), Mediziner und Beamter
- Karissa Shannon (* 1989), Model, Schauspielerin, Playmate und Pornodarstellerin
- Kristina Shannon (* 1989), Model, Schauspielerin, Playmate und Pornodarstellerin
- Patrick Sieloff (* 1994), Eishockeyspieler
- Gene Sperling (* 1958), Wirtschaftswissenschaftler, Leiter des Nationalen Wirtschaftsrates
- Kent Steffes (* 1968), Beachvolleyballspieler, Olympiasieger
- Colin Stetson (* 1975), Jazzmusiker
- Gerald F. Tape (1915–2005), Physiker
- Samuel Chao Chung Ting (* 1936), Physiker
- James Toney (* 1968), Boxweltmeister
- JJ Tracy (* 2002), Tennisspieler
- Martha Vickers (1925–1971), Schauspielerin
- Kenneth Waltz (1924–2013), Politikwissenschaftler
- Austin Watson (* 1992), Eishockeyspieler
- Thomas Huckle Weller (1915–2008), Bakteriologe, Virologe und Parasitologe
- Robert G. Wetzel (1936–2005), Limnologe
- Grace Lee Whitney (1930–2015), Schauspielerin
- Robin Wright (* 1948), Journalistin, Autorin und Analystin
- Evan Zhu (* 1998), Tennisspieler

### Mit der Stadt verbunden
- Joel Smoller (1936–2017), Mathematiker und Hochschullehrer, lebte in Ann Arbor.

## Städtepartnerschaften

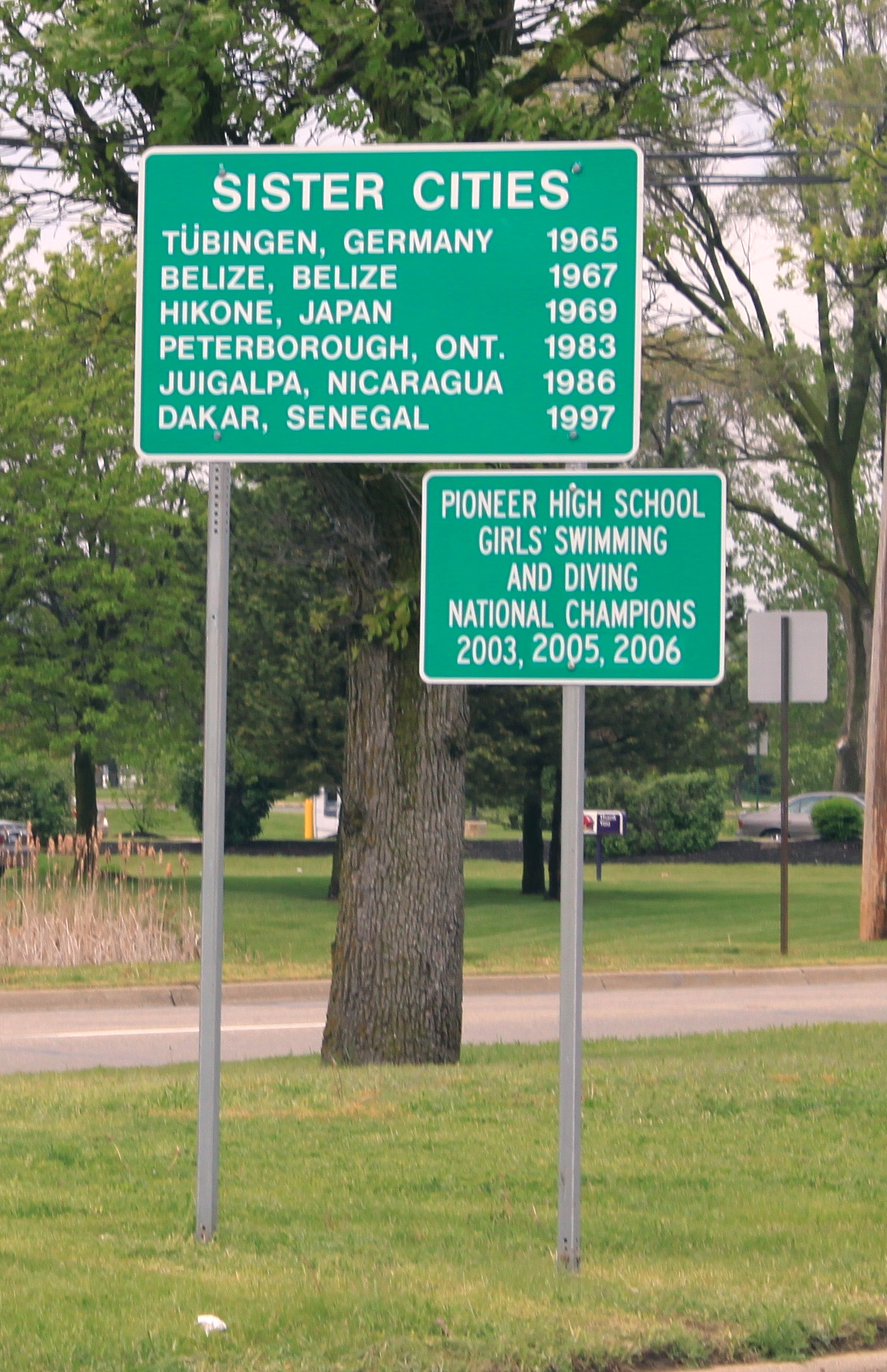
Ann Arbor Städtpartnerschaften-Schild an South State Street. Nicht aufgeführt: Remedios (Kuba)

- Tübingen, Deutschland (seit 1965)
- Belize City, Belize (seit 1967)
- Hikone, Japan (seit 1969)
- Peterborough, Kanada (seit 1983)
- Juigalpa, Nicaragua (seit 1986)
- Dakar, Senegal (seit 1997)
- Remedios, Kuba (seit 2003)